# Tricyphona nigritarsis
Tricyphona (Tricyphona) nigritarsis là một loài ruồi trong họ Pediciidae. Chúng phân bố ở vùng sinh thái Australia.